# Aeroportul Shizuoka
Aeroportul Shizuoka (IATA: FSZ, ICAO: RJNS) este un aeroport din Makinohara, Prefectura Shizuoka, Japonia ce deservește zona Makinohara. Aeroportul a fost tranzitat în decembrie 2020 de 15.929 de pasageri. A fost deschis în 4 iunie 2009.
Situat la o altitudine de 132 m, aeroportul dispune de 1 pistă. Este operat de Mt. Fuji Shizuoka Airport⁠(d).

## Infrastructură

### Piste
Aeroportul dispune de o singură pistă. Pista are orientarea 12/30.